# Nexum
Il Nexum era una forma di garanzia, forse la più solenne che fosse prevista nell'ordinamento legale di Roma ed era stato codificato in forma scritta nelle Leggi delle XII tavole, dove il debitore dava in garanzia sé stesso al creditore, diventando assoggettato a quest'ultimo.
(Leggi delle XII tavole - TABVLA VI (Proprietà))
Nel 352 l'azione dei mensari nominati dai consoli Publio Valerio Publicola e Gaio Marcio Rutilo limitò l'azione del nexum e fu abolito nel 326 a.C., grazie alla lex Poetelia-Papiria.

## Formazione del nexum
La sua solennità probabilmente derivava dal fatto che le garanzie sottintese al nexum erano della massima delicatezza per chi vi si sottoponeva.
Per poter procedere erano necessari cinque testimoni, che fossero cittadini romani puberi e di un Libripens con la bilancia, con la quale, nel caso di scambio di metallo, si sarebbe dovuto effettuare effettivamente la pesatura.
Se, invece, non era necessaria, quest'ultima era soltanto simbolica.
Infine vi era la pronuncia da parte del creditore di parole solenni, con le quali affermava il potere che si stava andando a formare sull'altra parte.

## Condizione del nexus
Con l'accettazione del nexum il debitore, che diveniva nexus, forniva come garanzia di un prestito l'asservimento di sé stesso - o di un membro della sua famiglia su cui avesse la potestà (un figlio ad esempio) - in favore del creditore fino all'estinzione del debito.
La condizione del nexus, seppur era per il diritto non servo, presentava delle forti analogie, infatti il creditore, oltre a tenerlo per sé, poteva esercitare materiale coercizione e anche sottoporlo a punizioni corporali, giungendo anche a utilizzarlo per l'attività lavorativa per estinguere il debito contratto.
Il nexum trovò spesso applicazione anche come negotium imaginarium: in questo caso il nexus chiedeva al creditore di un proprio debito rimasto insoluto di accettare la propria persona in qualità di nexus; questo accadeva perché nel sistema processuale romano arcaico il soggetto insolvente iudicatus era suscettibile di addictio definitiva al creditore, il quale poteva ridurlo in schiavitù o ucciderlo.
Il vincolo che si creava con il nexum non era solo giuridico e potenziale come una normale obligatio ma attuale e materiale.

## Estinzione del nexum
L'estinzione del debito poteva avvenire con il pagamento in contanti, in beni oppure con servizi prestati per un determinato tempo che, naturalmente, veniva fissato in relazione al debito.
In genere, d'altronde, il nexum portava alla schiavitù perpetua di chi vi era sottoposto per le ovvie implicazioni dell'operatività di chi era asservito. Non potendo gestire la propria vita in modo da allargare i guadagni diventava sempre più difficile all'asservito poter raccogliere le somme necessarie a pagare il riscatto.
Il nexus, una volta estinto il debito, avrebbe dovuto essere liberato, in nome del fides, attraverso un altro rito formale, simile al nexum, chiamato solutio per aes et libram, dove, sempre di fronte a cinque cittadini romani puberi e un libripens, alla presenza delle parti, il debitore, rievocando un preciso formulario, affermava di liberare sé stesso dal potere del creditore, mentre appoggiava sulla bilancia portata dal libripens il metallo dovuto, con quest'ultimo che provvedeva alla pesatura.
Il debito, se era stato monetario, consisteva nel debitore che, con in mano una moneta, percuoteva la bilancia, per poi consegnarla simbolicamente al creditore.